# Macroclinium exiguum
Macroclinium exiguum är en orkidéart som beskrevs av Franco Pupulin. Macroclinium exiguum ingår i släktet Macroclinium och familjen orkidéer.
Artens utbredningsområde är Colombia. Inga underarter finns listade i Catalogue of Life.